# Брайтон (Алабама)
Брайтон (англ. Brighton) — місто (англ. city) в США, в окрузі Джефферсон штату Алабама. Населення — 2337 осіб (2020).

## Географія
Брайтон розташований за координатами 33°26′21″ пн. ш. 86°56′43″ зх. д. / 33.43917° пн. ш. 86.94528° зх. д. (33.439227, -86.945389).  За даними Бюро перепису населення США в 2010 році місто мало площу 3,67 км², уся площа — суходіл.

## Демографія
Згідно з переписом 2010 року, у місті мешкало 2945 осіб у 1105 домогосподарствах у складі 696 родин. Густота населення становила 802 особи/км².  Було 1360 помешкань (370/км²).
Расовий склад населення:
| - 81,0 % — чорних або афроамериканців - 6,5 % — білих - 1,0 % — корінних американців - 10,8 % — осіб інших рас |

До двох чи більше рас належало 0,9 %. Частка іспаномовних становила 13,8 % від усіх жителів.
За віковим діапазоном населення розподілялося таким чином: 22,8 % — особи молодші 18 років, 62,1 % — особи у віці 18—64 років, 15,1 % — особи у віці 65 років та старші. Медіана віку мешканця становила 38,0 року. На 100 осіб жіночої статі у місті припадало 94,0 чоловіків;  на 100 жінок у віці від 18 років та старших — 91,3 чоловіків також старших 18 років.
Середній дохід на одне домашнє господарство  становив 27 994 долари США (медіана — 22 146), а середній дохід на одну сім'ю — 33 979 доларів (медіана — 31 591). Медіана доходів становила 22 794 долари для чоловіків та 19 896 доларів для жінок. За межею бідності перебувало 33,0 % осіб, у тому числі 50,9 % дітей у віці до 18 років та 22,4 % осіб у віці 65 років та старших.
Цивільне працевлаштоване населення становило 909 осіб. Основні галузі зайнятості: мистецтво, розваги та відпочинок — 21,8 %, виробництво — 15,5 %, освіта, охорона здоров'я та соціальна допомога — 13,4 %.